# Lindebladwesp
De lindebladwesp (Caliroa annulipes) behoort tot de orde van de vliesvleugeligen (Hymenoptera) en de familie van de bladwespen (Tenthredinidae). De wesp komt voor in de gematigde klimaten van het Noordelijk halfrond.

## Kenmerken
De zwarte bladwesp is 7 tot 8 mm lang.  De larven zijn tot 10 mm lange en lijken op naaktslakken.

## Leefwijze

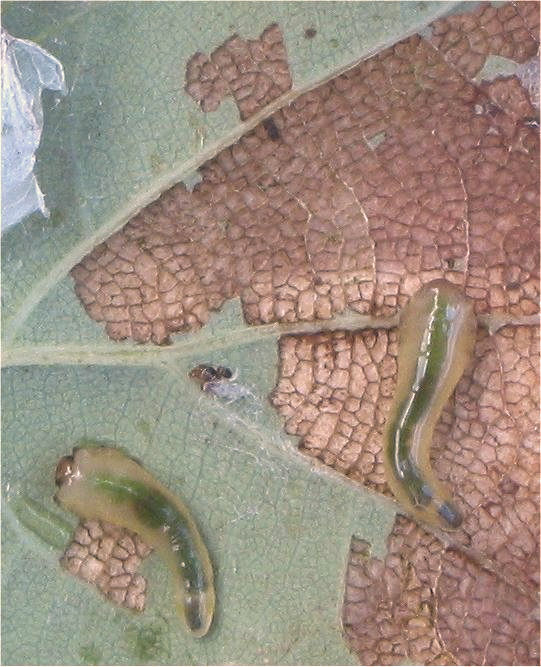
Lindebladwesp op zomereik

De volwassen bladwespen komen voor vanaf mei tot september. Er zijn twee of drie generaties per jaar. De bladwespen van de eerste generatie verschijnen in mei. De bastaardrupsen vreten twee tot drie weken aan de achterkant van de bladeren het bladmoes weg alvorens ze gaan verpoppen. De tot 15 mm lange bastaardrupsen hebben tien paar poten. De tweede generatie verschijnt eind juni tot begin juli en de derde van eind juli tot begin september. Verpopping en overwintering vindt plaats in de grond. De verpopping van de bastaardrupsen van de eerste generatie duurt twee weken.
In de zomer is er veel parasitering van de bastaardrupsen en eieren door sluipwespen.
De lindebladwesp komt niet alleen voor op lindesoorten, maar ook op eiken, Fagus, berken en wilgen alsook op bosbessen als rode bosbes. Schade treedt eigenlijk alleen op bij de linde in straten, parken en de boomteelt.

## Gevolgen
Een ernstige aantasting kan groeivermindering tot gevolg hebben. Jonge bomen, bomen die in bakken groeien, en leilinden hebben het meest te lijden.